# Antoine Villoutreix
Antoine Villoutreix est un auteur-compositeur-interprète français né le 3 avril 1983 à Caen.

## Biographie
Né à Caen, Antoine Villoutreix passe son enfance à Paris, où il fait des études de langue allemande. Avec Flavien Bazenet, il fonde en 2002 le groupe, Meltem, qui sort un album remarqué en 2006 (La révolution en chaussons). En 2004, dans le cadre d’un échange universitaire, il déménage à Berlin en Allemagne. Il se lance dans la chanson en solo, et développe un répertoire européen, mêlant des textes en français, en allemand et en anglais,,.
En 2013 et 2014, il participe aux ateliers d’écriture « Voix du Sud » de Francis Cabrel. Il y reçoit notamment un prix de la chanson. En 2015, il est en résidence à la Maison de la création à Bruxelles.
Il est l'auteur de la chanson Berlin, un hymne à la ville. Sa musique est diffusée sur plusieurs stations de radio nationales, en Allemagne, en Belgique, au Luxembourg et en Italie,,,,,.

## Prix
- Semi-finaliste du prix Georges-Moustaki[7].

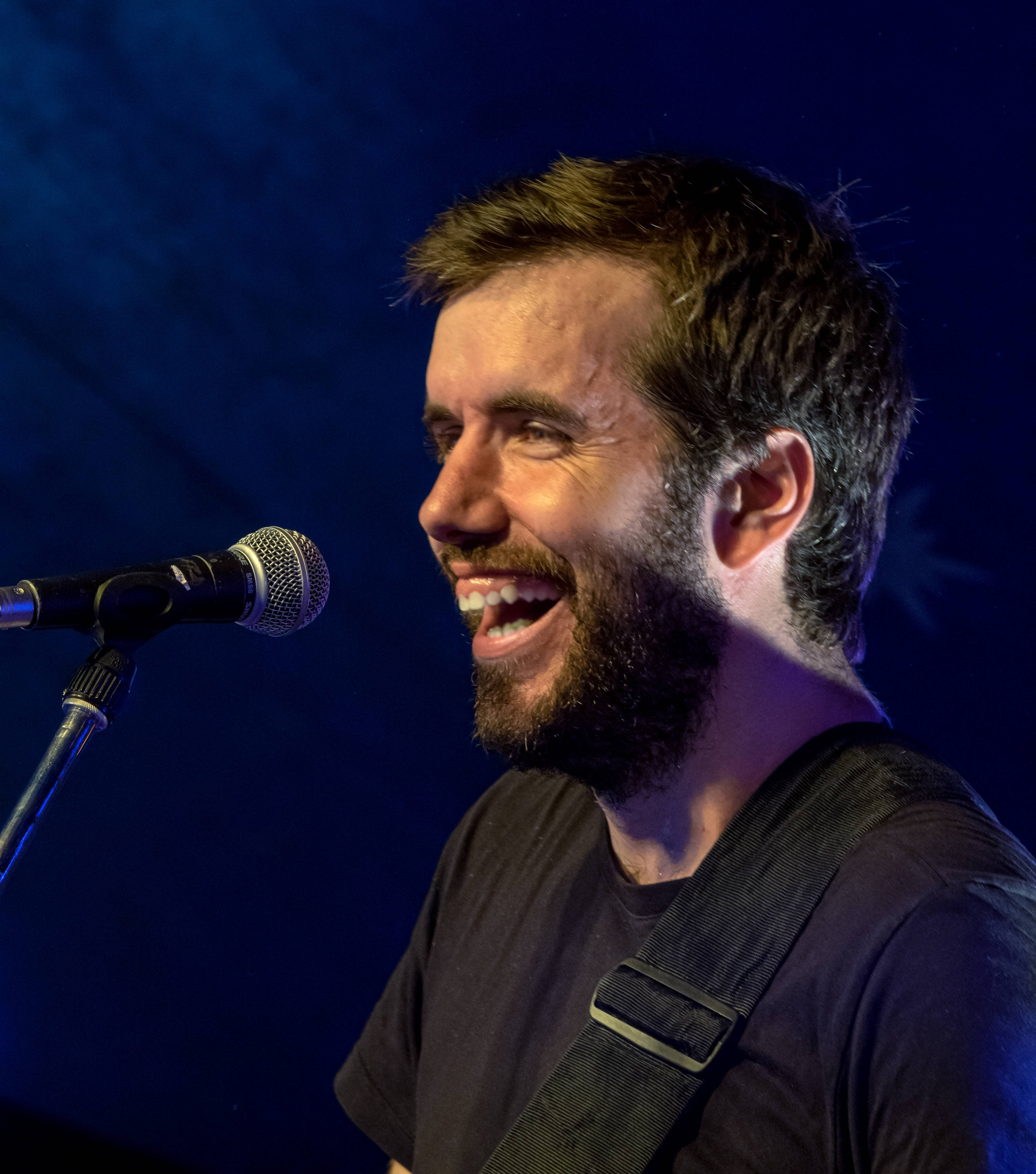
Antoine Villoutreix en 2015

## Discographie
- 2010 : Les Vieux Souliers
- 2016 : Paris Berlin (Sungroove)
- 2021 : Promenade
- 2023 :  La fin de l'été (EP)

## Autres participations discographiques
- 2016 : Nine, Club des Belugas (de).
- 2019 : Oh My Girl, Single, Club des Belugas (de)